# MNC Group

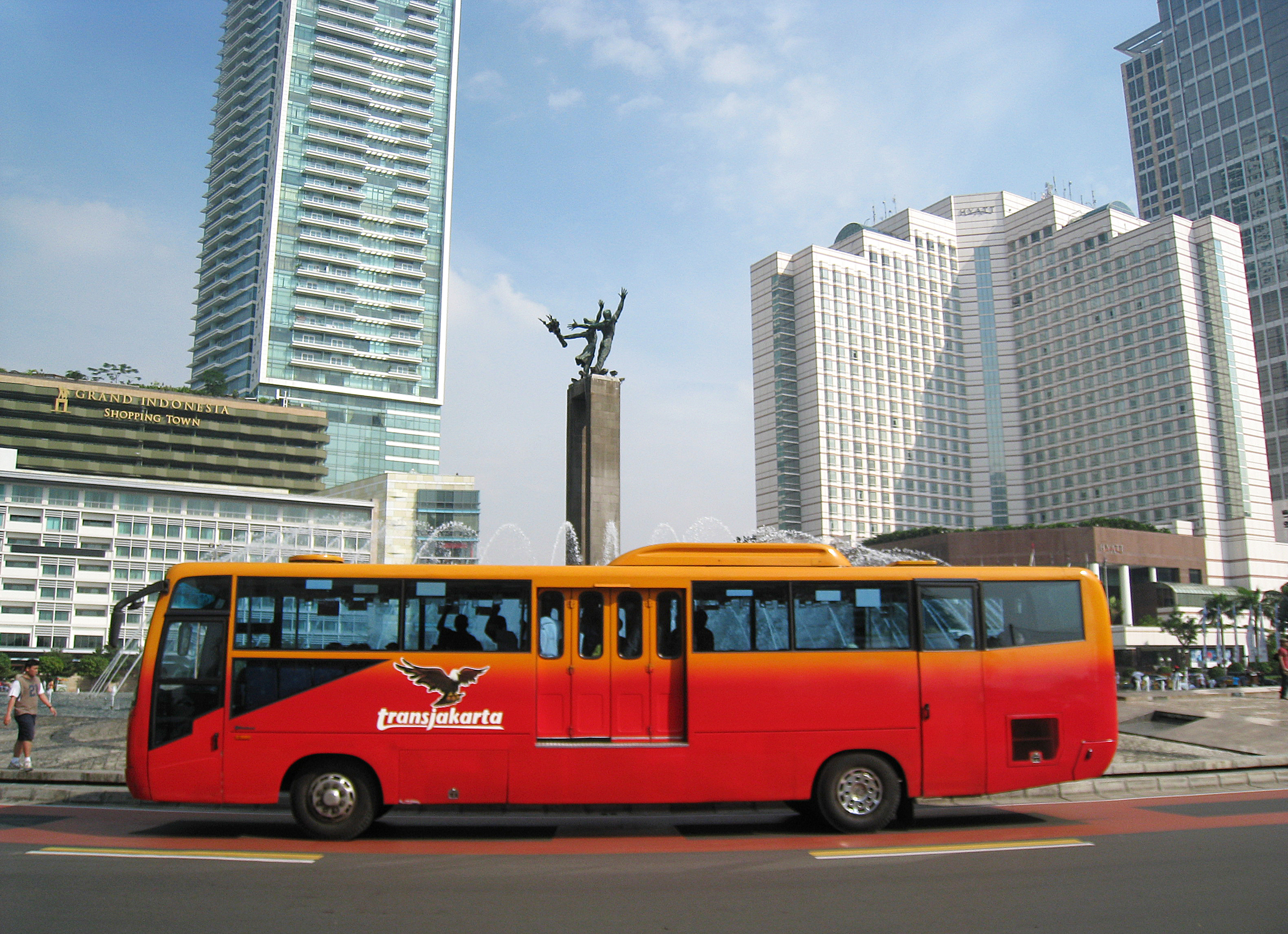
Отель Grand Hyatt в Джакарте

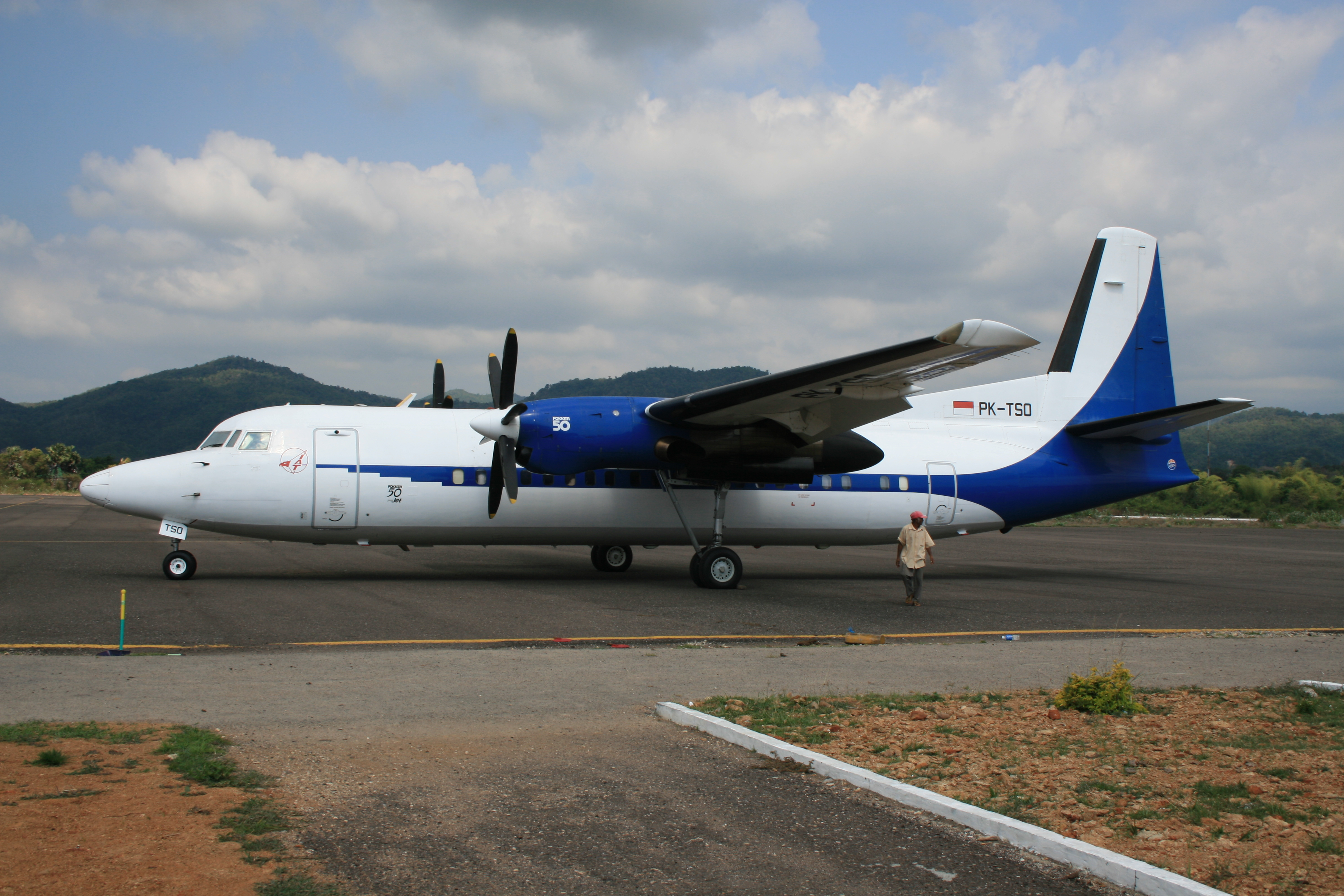
Самолёт авиакомпании Indonesia Air Transport

MNC Group или MNC Corporation (акроним от Media Nusantara Citra) — крупный частный многопрофильный конгломерат Индонезии, специализирующийся на массмедиа, финансовых услугах, недвижимости, добыче сырья, энергетике и транспорте. Основателем и основным владельцем MNC Group является миллиардер китайского происхождения Хари Танусудибджо.

## История
В 1981 году была основана компания Bimantara Citra (сегодня Global Mediacom является крупнейшей медиагруппой Юго-Восточной Азии, которая специализируется на телерадиовещании, рекламном бизнесе, контролирует Media Nusantara Citra, MNC Sky Vision, Global Mediacom International и другие медиаактивы группы). В 1983 году была основана компания Bimantara Eka Santosa (сегодня девелоперская группа Plaza Indonesia Realty владеет в Джакарте отелем Grand Hyatt, торговым центром Plaza Indonesia, офисным комплексом Plaza Office Tower и гостинично-жилым комплексом Keraton). 
В 1988 году была основана компания спутникового телевидения Matahari Lintas Cakrawala (сегодня MNC Sky Vision предоставляет услуги под марками Indovision, Top TV и Okevision). В 1989 году была основана компания Bhakti Investama (сегодня MNC Investama является одной из крупнейших инвестиционных групп Индонезии с интересами в медиабизнесе, финансовых услугах, недвижимости, энергетике и добыче сырья). В 1990 году был основан оператор недвижимости Kridaperdana Indahgraha (сегодня MNC Land является одним из крупнейших застройщиков и инвесторов в коммерческую и жилую недвижимость).
В 1997 году структуры Хари Танусудибджо вышли на фондовые биржи Джакарты и Сурабаи. После начала азиатского финансового кризиса Танусудибджо скупил часть активов сына президента Сухарто, среди которых был телеканал RCTI. На его базе MNC Group начала формировать свою медиагруппу (купленная Bimantara Citra была переименована в Global Mediacom).
В 1997 году была основана группа Media Nusantara Citra, объединяющая телеканалы, радиостанции, печатные и интернет-СМИ (под контролем Media Nusantara Citra находятся ведущие национальные телеканалы Индонезии RCTI, MNCTV, GlobalTV и Sindo TV, а также платные телеканалы MNC Infotainment, MNC Entertainment, MNC Music, MNC Movie, MNC Lifestyle, MNC News, MNC Fashion, MNC International, MNC Business, MNC Muslim, MNC Sports 1, MNC Sports 2, MNC Drama, MNC Comedy, Life and Golf Channel, MNC Food & Travel, MNC Kids, MNC Homes & Living, MNC Wedding, MNC Teens и MNC Health).
В 2007 году группа установила контроль над компанией MNC Sky Vision. После приобретения пакетов акций угольных компаний Nuansacipta Coal Investment (NCI) и Bhakti Coal Resources (BCR) в 2012 году все энергетические и горнодобывающие активы группы были объединены в компанию MNC Energi. В августе 2013 года Bhakti Investama была переименована в MNC Investama или MNC Corporation. Также в 2013 году группа приобрела ICB Bumiputera Bank, который в ноябре 2014 года был преобразован в MNC Bank.

## Структура группы
- MNC Investama (финансовые услуги)
- MNC Kapital Indonesia (финансовые услуги)
- MNC Asset Management (финансовые услуги)
- MNC Securities (финансовые услуги)
- MNC Finance (финансовые услуги)
- MNC Bank (банковское дело)
- MNC Life Insurance (страхование)
- MNC Insurance (страхование)

- Global Mediacom (массмедиа)
- Media Nusantara Citra / MNC Media (массмедиа)
- MNC Sky Vision (массмедиа)
- MNC Radio Networks (массмедиа)
- MNC Pictures (производство телепрограмм и сериалов)
- SinemArt (производство телепрограмм и сериалов)
- MD Entertainment (производство телепрограмм и сериалов)
- Hits Records (музыкальный бизнес)

- MNC Land (недвижимость)
- Plaza Indonesia Realty (недвижимость)
- MNC Energi (энергетика и добыча сырья)
- Nuansacipta Coal Investment (добыча угля)
- Bhakti Coal Resources (добыча угля)
- Global Transport Services (транспортные услуги)
- Indonesia Air Transport (авиаперевозки)
- MNC Infrastruktur Utama (инфраструктура)
- MNC Tencent (телекоммуникации)
- MNC Kabel Mediacom (телекоммуникации)

Крупнейшими активами MNC Land являются MNC Media Tower, MNC Tower, MNC Plaza, The Grand Hyatt, Plaza Indonesia, Lotte Shopping Avenue и One Avenue Retail Arcade в Джакарте, MNC Tower в Сурабае, Westin Resort, Lido Resort и Bali Nirwana Resort на Бали.